# Ірі
Ірі (Ійрі) (*XXIV ст. до н. е.) — давньоєгипетський діяч, верховний жрець Птаха в Мемфісі часів фараона Сеті II.

## Життєпис
Один короткий текст був записаний біля його могили та опублікований у 1877 році. Інші блоки могили були знайдені для повторного використання в Міт-Рахіні (місці стародавнього міста Мемфіс). Знаний за блоковою статуєю, яка сьогодні знаходиться в Луврі.
Послідовно обіймав посади намісника Мемфіса. Потім став першим пророком Осіріса і намісником Розет. В подальшому зосередився на просуванні щаблями жрецтва Птаха. Спочатку став жерцем Птаха, Головою таємниць храму Птаха в Мемфісі. Нарешті після смерті Пахемнеджера III.
Водночас обіймав державні посади чаті, ставши провідним сановником фараона Сеті II. Зрештою очолив жрецьку колегію Єгипту.
Точне місце знаходження його похованна на тепер втрачено. Елементи його могили були знайдені в Мемфісі, повторно використані в некрополі інших представників мемфіського жрецтва.

## Родина
- Неферхотеп
- Мерітптах
- Райя
- Пенпадеху